# DJ Cassidy
Cassidy Durango Milton Willy Podell (* 1981 in New York), besser bekannt als DJ Cassidy, ist ein US-amerikanischer DJ.

## Leben
1999 studierte er an der George Washington University, später an der New York University. 2003 beendete er sein Studium in Soziologie.
Cassidy Podell war 2001 DJ im Club Lotus in New York, als er Sean Combs auffiel und von ihm für dessen MTV-Awards-Party engagiert wurde. Von da an wurde er zu einem gefragten DJ und arbeitete unter anderem für Pharrell Williams und Kanye West. Beim Hochzeitsempfang von Beyoncé und Jay-Z legte er 2008 ebenso auf wie ein Jahr später bei der Antrittsfeier von US-Präsident Barack Obama.
In den 2010ern bekam er einen Plattenvertrag von Columbia Records und stellte sein Debütalbum Paradise Royale mit zahlreichen bekannten Künstlern fertig. Im April 2014 erschien vorab die Single Calling All Hearts mit Jessie J und Robin Thicke, die sich in den Top Ten der britischen Charts platzieren konnte.
DJ Cassidy trat bei der Democratic National Convention 2024 auf.

## Diskografie
Alben
- 2014: Paradise Royale

Singles

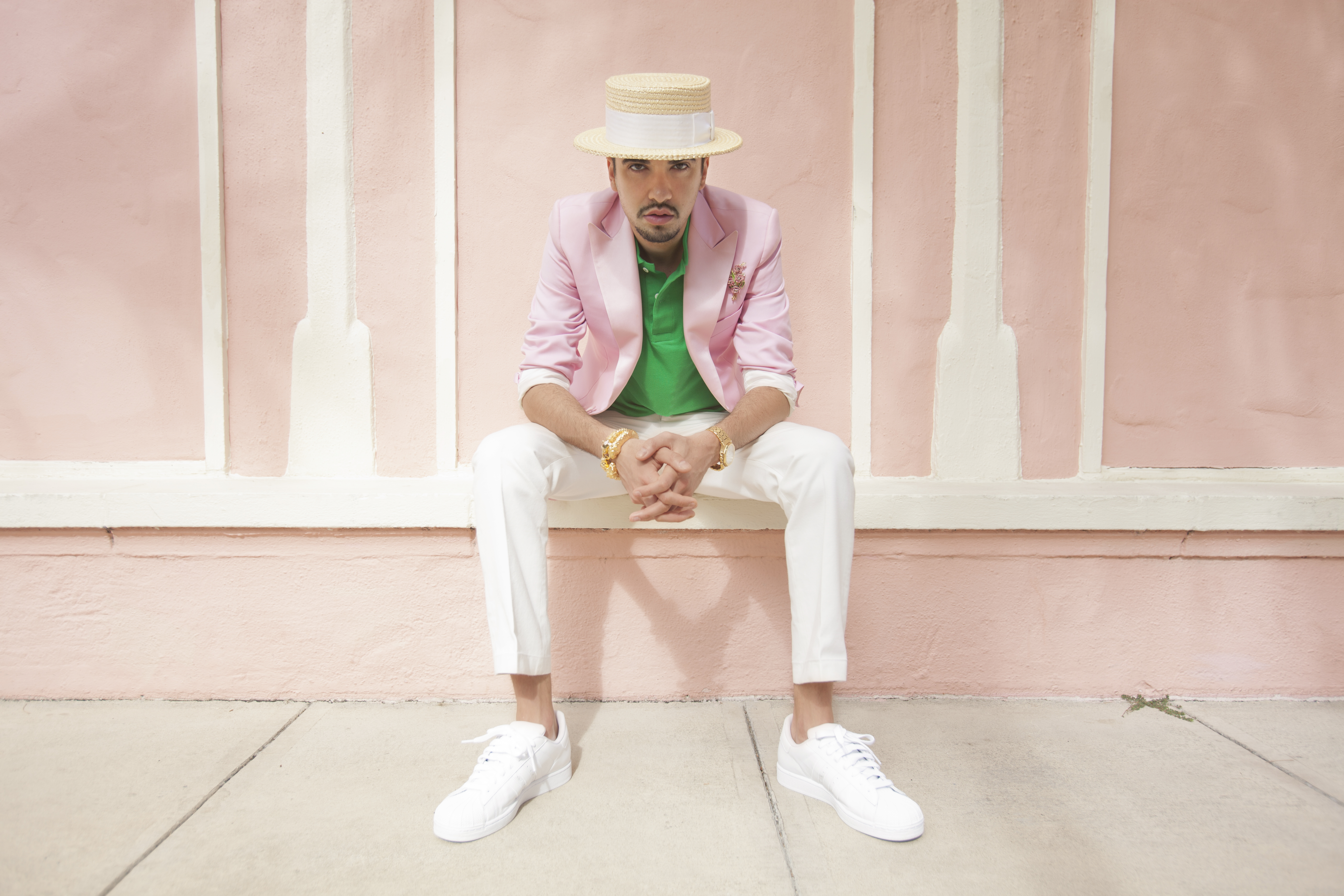
DJ Cassidy

- 2014: Calling All Hearts (feat. Robin Thicke & Jessie J)
- 2014: Make the World Go Round (feat. R. Kelly)
- 2016: Kill the Lights (Alex Newell, Jess Glynne & DJ Cassidy feat. Nile Rodgers, US: Gold)[3]